# Каракараи
Каракараи е град — община в южната част на бразилския щат Рорайма. Общината е част от икономико-статистическия микрорегион Каракараи, мезорегион Южна Рорайма. Населението на Каракараи към 2010 г. е 18 384 души, а територията е 47 410.891 km2.

## История
Градът е основан като място за товар и превоз на едър рогат добитък към столицата на щата Амазонас — Манаус. Животните слизали към местността Бока да Естрада, близо до водопада Коредейрас ду Бем-Керер. Там били откарвани към пристанището на града, където се товарели за кланицата на Манаус.
С времето, превозът на стоки от Манаус през Каракараи, в посока Боа Виста и обратно, носи икономическо развитие на града.
Общината е основана по силата на Федерален Закон № 2.795 от 28 май 1955, със земи, отделени от щатската столица.

## География
Градът е разположен на десния бряг на река Бранку. Познат е и с прякора „град-пристанище“, тъй като има единственото пристанище и най-голям речен трафик в щата. Плавателността от Каракараи към Манаус по реката е по-добра от други места.
Двете най-големи и основни федерални пътища на Рорайма (BR-174 и BR-210) преминават и се пресичат в общината.
Климат
Климатът е топъл и влажен.
Население
Населението по преброяването от 2010 г. възлиза на 18.384 жители.
Квартали
Градът е съставен от 5 квартала:
- Център
- Санта Лузия
- Сау Педру (Байру да Сер)
- Носа Сеньора ду Ливраменту (Ливраменту)
- Сау Жузе Операриу (Байру ду Сапу)

## Икономика
Главната икономическа дейност е риболова, като основен консуматор е щатската столица Боа Виста. Произвеждат се също маниока, ориз, царевица и др.

## Инфраструктура
На територията на общината има няколко банкови агенции, пощенски клонове, телефонна мрежа и станция за радиопредаване. В здравеопазването, има една държавна болница с 25 легла и няколко поста във вътрешността на общината.
Разполага с 36 km мрежа за разпределение на вода. Електричеството се предоставя от Електрическата компания на Рорайма.
На територията на общината има 36 училища за основно и 2 за средно образование — „Жуау Рожелиу“ и „Кастелу Бранку“.
Общината разполага и с две малки летища, едно в градската част (асфалтирано, писта 2500m x 80m) и друго в окръг Нову Параису (асфалтирано).